# Secrétariat intersyndical des services publics
Le Secrétariat intersyndical des services publics (SISP)  regroupement syndical du Québec fondé en mars 2005 et comptant plus de 270 000 membres, issus de trois organisations syndicales ; la Centrale des syndicats du Québec (CSQ), le Syndicat de la fonction publique du Québec (SFPQ) et l'Alliance du personnel professionnel et technique de la santé et des services sociaux (APTS). Ses membres proviennent principalement des services publics.

## Histoire
Fondé en mars 2005.
Le SISP fait partie du Front commun syndical de 2015.

## Syndicats affiliés
- Centrale des syndicats du Québec (CSQ)
- Syndicat de la fonction publique du Québec (SFPQ)
- Alliance du personnel professionnel et technique de la santé et des services sociaux (APTS)